# ألديا دي سان ميغيل
ألديا دي سان ميغيل (بالإسبانية: Aldea de San Miguel)‏ هي بلدية تقع في مقاطعة بلد الوليد، قشتالة وليون، إسبانيا. وفقًا لتعداد عام 2004 (المعهد الوطني للإحصائيات)، كان عدد سكان البلدية 212 نسمة.